# Некрасово (Костромський район)
Некрасово (рос. Некрасово) — присілок в Костромському районі Костромської області Російської Федерації.
Населення становить 523 особи. Входить до складу муніципального утворення Шунгенське сільське поселення.

## Історія
У 1936-1944 року населений пункт перебував у складі Ярославської області. Від 1944 належить до Костромської області.
Від 2007 року входить до складу муніципального утворення Шунгенське сільське поселення.

## Населення
| 2008 | 2010 | 2014 |
| ---- | ---- | ---- |
| 542  | ↘490 | ↗523 |